# Saalfeld (Mühlhausen)
Saalfeld  is een dorp in de Duitse gemeente Mühlhausen in het Unstrut-Hainich-Kreis in Thüringen. Het dorp wordt voor het eerst genoemd in een oorkonde uit 1273. Het dorp werd in 1994 toegevoegd aan Mühlhausen.